# Nightwatch (película)
Nightwatch (La sombra de la noche en España) es una película de terror, thriller estrenada en 1997 dirigida por Ole Bornedal y protagonizada por Ewan McGregor, Patricia Arquette, Josh Brolin y Nick Nolte. Es una versión de la película danesa Nattevagten (1994) dirigida igualmente por Bornedal.

## Argumento
Mientras un asesino en serie anda suelto por la ciudad, Martin, un estudiante de Derecho, decide tomar un empleo de vigilante nocturno en la morgue de un hospital. Todo se desarrolla con normalidad hasta que, a raíz de unos sucesos algo extraños durante sus guardias, la policía comienza a sospechar de él.

## Personajes
- Ewan McGregor como Martin Bells.
- Patricia Arquette como Katherine.
- Josh Brolin como James Gallman.
- Lauren Graham como Marie.
- Nick Nolte como Inspector Thomas Cray.
- Brad Dourif como Duty Doctor.
- Alix Koromzay como Joyce.
- Lonny Chapman como Old Watchman.
- John C. Reilly como Deputy Inspector Bill Davis.